# Communauté de communes du Pays de Cunlhat
La communauté de communes du Pays de Cunlhat est une communauté de communes française, située dans le département du Puy-de-Dôme en région Auvergne-Rhône-Alpes.

## Historique
Un syndicat intercommunal d'études a été créé par un arrêté préfectoral du 24 septembre 1982. Il se composait de sept communes, les quatre du canton de Cunlhat (Auzelles, Brousse, La Chapelle-Agnon et Cunlhat), une commune du canton de Saint-Germain-l'Herm (Condat-lès-Montboissier) et deux communes du canton de Saint-Dier-d'Auvergne (Ceilloux et Tours-sur-Meymont). Ce syndicat « avait pour objectif la réalisation d'études pour le développement de la région concernée ».
Ce syndicat ne pouvant réaliser d'investissements, la loi no 92-125 du 6 février 1992 relative à l'administration territoriale de la République (dite loi ATR ou loi Joxe) permettait sa transformation en communauté de communes. Cette modification intervint en 1994, donnant naissance à la communauté de communes du Pays de Cunlhat, avec les communes d'Auzelles, de Brousse, de Ceilloux, de La Chapelle-Agnon, de Condat-lès-Montboissier et de Cunlhat. En 1999, Condat-lès-Montboissier rejoint la communauté de communes de Saint-Germain-l'Herm – Saint-Amant-Roche-Savine. Tours-sur-Meymont, qui s'est retirée du syndicat intercommunal lors de sa transformation en communauté de communes, a intégré la structure intercommunale le 1er janvier 2002.
Le projet de schéma départemental de coopération intercommunale (SDCI) du Puy-de-Dôme, dévoilé en octobre 2015, proposait la fusion avec six autres communautés de communes (Haut-Livradois, Livradois Porte d'Auvergne, Pays d'Ambert, Pays d'Arlanc, Pays d'Olliergues et Vallée de l'Ance), la population (3 441 habitants en 2012) étant inférieure aux seuils préconisés par le SDCI et la loi no 2015-991 du 7 août 2015 portant nouvelle organisation territoriale de la République, dite loi NOTRe. La fusion répond « aux besoins en matière de développement économique, de tourisme et d'équipements structurants pour une communauté de communes qui regroupera 28 916 habitants ».
Le SDCI, adopté en mars 2016, ne modifie pas ce périmètre.
L'arrêté préfectoral du 12 décembre 2016 prononce la fusion des sept communautés de communes précitées. La nouvelle structure intercommunale prend le nom de « communauté de communes Ambert Livradois Forez ».

## Territoire communautaire

### Géographie
La communauté de communes du Pays de Cunlhat est située à l'est du département du Puy-de-Dôme. Elle jouxte les intercommunalités du Pays de Courpière au nord, du Pays d'Olliergues au nord-est, du Haut-Livradois au sud-est, du Pays de Sauxillanges au sud-ouest et Billom - Saint-Dier / Vallée du Jauron au nord-ouest.
Le territoire communautaire est traversé notamment par les routes départementales 996 (axe d'Issoire à Ambert), 997 (de Billom à Ambert) et 225 (traversant Cunlhat et Tours-sur-Meymont).

### Composition
Elle regroupe les sept communes suivantes :
| Nom               | Code Insee | Gentilé        | Superficie (km2) | Population (dernière pop. légale) | Densité (hab./km2) |
| ----------------- | ---------- | -------------- | ---------------- | --------------------------------- | ------------------ |
| Cunlhat (siège)   | 63132      | Cunlhatois     | 29,55            | 1 260 (2014)                      | 43                 |
| Auzelles          | 63023      | Auzellois      | 33,42            | 354 (2014)                        | 11                 |
| Brousse           | 63056      |                | 22,45            | 349 (2014)                        | 16                 |
| Ceilloux          | 63065      | Ceilloutois    | 8,99             | 171 (2014)                        | 19                 |
| La Chapelle-Agnon | 63086      | Chapeloux      | 26,08            | 378 (2014)                        | 14                 |
| Domaize           | 63136      | Domaiziens     | 14,60            | 387 (2014)                        | 27                 |
| Tours-sur-Meymont | 63434      | Meymontoursins | 18,09            | 525 (2014)                        | 29                 |

### Démographie
| 1968  | 1975  | 1982  | 1990  | 1999  | 2008  | 2013  |
| ----- | ----- | ----- | ----- | ----- | ----- | ----- |
| 4 281 | 3 863 | 3 597 | 3 417 | 3 419 | 3 439 | 3 436 |

## Administration

### Siège
Le siège de la communauté de communes est situé à Cunlhat.

### Les élus
La communauté de communes est gérée par un conseil communautaire composé de 19 membres représentant chacune des communes membres. Ils sont répartis comme suit :
| Nombre de délégués | Communes                                                |
| ------------------ | ------------------------------------------------------- |
| 6                  | Cunlhat                                                 |
| 3                  | Tours-sur-Meymont                                       |
| 2                  | Auzelles, Brousse, Ceilloux, La Chapelle-Agnon, Domaize |

### Présidence
En 2014, le conseil communautaire a élu Gérard Grenier (élu à Domaize) et désigné ses trois vice-présidents qui sont :
1. Frédéric Fargette, élu à Cunlhat ;
2. Fabienne Gachon, élue à La Chapelle-Agnon ;
3. Chantal Facy, élue à Cunlhat.

### Compétences
L'intercommunalité exerce des compétences qui lui sont déléguées par les communes membres.
La communauté de communes exerce les deux compétences obligatoires du développement économique et de l'aménagement de l'espace communautaire.
Elle a choisi cinq compétences optionnelles : protection et mise en valeur de l'environnement, voirie forestière d'intérêt communautaire, politique de l'habitat et du cadre de vie, création, fonctionnement et entretien des équipements culturels sportifs et les activités sociales.
L'animation est la compétence facultative choisie par l'intercommunalité.

### Régime fiscal et budget
La communauté de communes applique la taxe professionnelle unique.
Pour l'exercice 2015, les taux d'imposition sont les suivants : taxe d'habitation 10,58 %, foncier bâti 2,54 %, foncier non bâti 18,31 %, cotisation foncière des entreprises 22,68 %.